# Assadour
 (mai 2020).
La mise en forme du texte ne suit pas les recommandations de Wikipédia : il faut le « wikifier ».
Les points d'amélioration suivants sont les cas les plus fréquents. Le détail des points à revoir est peut-être précisé sur la page de discussion.
- Les titres sont pré-formatés par le logiciel. Ils ne sont ni en capitales, ni en gras.
- Le texte ne doit pas être écrit en capitales (les noms de famille non plus), ni en gras, ni en italique, ni en « petit »…
- Le gras n'est utilisé que pour surligner le titre de l'article dans l'introduction, une seule fois.
- L'italique est rarement utilisé : mots en langue étrangère, titres d'œuvres, noms de bateaux, etc.
- Les citations ne sont pas en italique mais en corps de texte normal. Elles sont entourées par des guillemets français : « et ».
- Les listes à puces sont à éviter, des paragraphes rédigés étant largement préférés. Les tableaux sont à réserver à la présentation de données structurées (résultats, etc.).
- Les appels de note de bas de page (petits chiffres en exposant, introduits par l'outil «  Source ») sont à placer entre la fin de phrase et le point final[comme ça].
- Les liens internes (vers d'autres articles de Wikipédia) sont à choisir avec parcimonie. Créez des liens vers des articles approfondissant le sujet. Les termes génériques sans rapport avec le sujet sont à éviter, ainsi que les répétitions de liens vers un même terme.
- Les liens externes sont à placer uniquement dans une section « Liens externes », à la fin de l'article. Ces liens sont à choisir avec parcimonie suivant les règles définies. Si un lien sert de source à l'article, son insertion dans le texte est à faire par les notes de bas de page.
- La présentation des références doit suivre les conventions bibliographiques. Il est recommandé d'utiliser les modèles {{Ouvrage}}, {{Chapitre}}, {{Article}}, {{Lien web}} et/ou {{Bibliographie}}. Le mode d'édition visuel peut mettre en forme automatiquement les références.
- Insérer une infobox (cadre d'informations à droite) n'est pas obligatoire pour parachever la mise en page.

Pour une aide détaillée, merci de consulter Aide:Wikification.
Si vous pensez que ces points ont été résolus, vous pouvez retirer ce bandeau et améliorer la mise en forme d'un autre article.
 (mai 2020).
Assadour Bezdikian (dit Assadour) est un peintre-graveur né le 12 août 1943 à Beyrouth au Liban. Il vit et travaille à Paris depuis 1964.

## Œuvre
C'est un artiste connu pour sa rigueur et sa recherche de matières. Assadour a inventé de nouvelles techniques de gravure qui ont par la suite nourri son œuvre picturale. Le caractère dynamique de son travail provient de sa vision du mouvement comme un élément de composition. L’emploi du collage ou du trompe-l’œil comptent également parmi les techniques qu'il utilise,,,,.-
« Ses compositions détaillées dépeignent des corps transformés, transfigurés et métamorphosés avec des objets architecturaux et cosmologiques. [...] 
Dans les années 1980, le travail d'Assadour a commencé à se concentrer sur le paysage abstrait, où les formes et les couleurs géométriques créent des visions de villes changeantes, apparemment déchirées et réarrangées selon un récit magistral. Puis à partir des années 1990 il revient à l'étude de la figure humaine dans l'espace. S'appuyant sur des influences allant de l'iconographie bouddhiste et des masques tribaux africains aux peintures de la Renaissance, le travail d'Assadour nous interroge sur notre place dans le monde, la construction de l'identité et le rôle du destin, du temps et de l'histoire. »
Assadour parle de sa démarche en ces termes:
« Il existe deux dangers dans le monde, dans la vie et dans la peinture: l'extrême ordre et l'extrême désordre. Je cherche toujours à contrôler l'ordre et le désordre : si je vois que dans une oeuvre il y a trop d'ordre, j'y insère une secousse, un tremblement de terre; au contraire, s'il y a trop de désordre, je dois rétablir une règle. [...] Dans mes oeuvres il y a le monde d'aujourd'hui: ces mannequins anonymes, ces nombres qui ne veulent rien dire, ces non-lieux. C'est la vie d'aujourd'hui qui est anonyme, avec des personnes seules apparemment heureuses, qui semblent accepter leur condition, mais qui ne sont pas pleinement conscientes de ces conditions et de la réalité. Une réalité parfois horrible - peut être suis-je trop pessimiste ... Par chance il y a la peinture! La peinture est tout pour moi, j'en ai besoin physiquement : quand je commence à peindre, la vie est plus intense, je ne suis plus pris par la spirale du désespoir » 

## Biographie
Très tôt éveillé au dessin, la sensibilité plastique d'Assadour est déjà remarquée à Beyrouth où il arrive premier au concours de l'Institut culturel italien dont la récompense est un voyage d'étude en Italie. C'est à cette occasion qu'il trouve les matériaux et les aspirations picturales qu'il recherchait. En 1962 et 63 il suit donc des cours à l'Académie Pietro Vannucci à Pérouse et découvre la gravure grâce à l'enseignement du Père Diego, tout en s'imprégnant de l'art de la Renaissance. De retour à Beyrouth, grâce à l'attribution d'une bourse d'études dont il est le lauréat en 1964, il s'inscrit à l’École des Beaux-Arts de Paris à l'atelier de Lucien Coutaud. C'est sous son égide qu'il apprend la gravure à l'eau-forte et commence des expérimentations techniques. Il approfondit aussi plus particulièrement l'aquarelle, le dessin et la peinture. Le constructivisme, l’abstraction, ou l’expressionnisme alimentent son imaginaire et guident ses recherches.
En 1969, il s'installe pour de nombreuses années dans le quartier de Saint-Germain-des-Prés où il fréquente architectes, poètes, artistes, collectionneurs, galeristes et amateurs d’art. Dès sa première exposition personnelle à la Galerie La Pochade boulevard Saint-Germain en mars 1971, son travail est  remarqué pour ses aquarelles et ses eaux-fortes dont la minutie et l'onirisme inspirent les mots de Philippe Soupault. Il expose ensuite en 1977 et 1983 à la galerie Sagot-le-Garrec. Max Clarac-Sérou lui consacre également deux expositions à la Galerie du Dragon en 1982 et 1986. C'est à l'occasion de cette dernière que des poètes tels qu'Edouard Glissant, Krikor Beledian, Jean Daive ou Luigi Mormino participent à l'évènement sous forme de poèmes en prose sur sa peinture.
Il collabore régulièrement avec des poètes et des écrivains pour accompagner de ses gravures des livres de bibliophilie aux tirages limités.
Assadour est également acteur de nombreuses manifestations : au Salon de Mai dont il a été membre du Comité de 1974 à 1977, à La Jeune Gravure Contemporaine à Paris dont il a également été un membre actif de 1975 à 1979 et est depuis 1975 membre sociétaire des Peintres Graveurs Français.
Rapidement après sa première exposition parisienne sa notoriété s'est étendue à l'échelle internationale. Le critique italien Giuseppe Appella apprécie son travail et en 1974 son œuvre est présentée à Rome, son retentissement l'amène par ricochet au Luxembourg, à Amsterdam, en Allemagne et dans toute l'Europe. Assadour expose de nouveau à Beyrouth en 1975 , mais la guerre du Liban éclate,.
Son travail continue de se diffuser à travers le monde : à partir de 1980 c'est l'Asie qui le découvre avec une première exposition personnelle au Japon, Assadour explore le pays, plus tard ce sera Taïwan puis Séoul... il reste charmé par ce continent. En 1983 à l'occasion d'un vernissage à Lima au Pérou, il visite le Machu Pichu et est inspiré par la puissance de l'Art Inca.
Au cours des années 80, il fait évoluer sa peinture et c'est pour sa participation à la FIAC de 1986 que la galerie Faris présente entre autres des huiles sur toile qui marquent les esprits. En 1997, 2004 et 2005 c'est à la Galerie Cahiers d’Art dirigée par Yves de Fontbrune à Paris que ses huiles et acryliques sont affichées,.
Assadour a fait l’objet de plus de 120 expositions monographiques et rétrospectives comme notamment au musée Bochum (Allemagne) en 1991, au musée Pericle Fazzini à Assise (Italie) en 2008 ainsi qu’à l’occasion de la réouverture du musée Sursock de Beyrouth en 2016. Il a par ailleurs participé à environ 175 biennales ou expositions collectives à travers le monde et obtenu de nombreux prix dont le Grand Prix des Arts de la Ville de Paris qu'il reçoit des mains de Jacques Chirac en 1984.
Ses œuvres ont pris place entre autres dans les collections du Cabinet des Dessins et Estampes du Musée des Offices de Florence, de la Bibliothèque Nationale de France, du Fonds national d'art contemporain de Paris, de la Fondation Gulbenkian de Lisbonne, de la Collection Samsung de Séoul, ou du British Museum de Londres.

## Principales expositions personnelles

### Années 1970
1971 : Galerie La Pochade, Paris
1974 : Studio Internazionale d’Arte Grafica “L’Arco”, Rome
1975 : Alex Manoogian Art Center, Beyrouth 
1977 : Galerie Sagot-Le-Garrec, Paris

### Années 1980
1982 : Galerie du Dragon, Paris
1983 : Galerie El Puente, Lima
1984 : Galerie Vivant, Tokyo 
1984 : New Aspect Gallery, Taipei, Taiwan
1986 : FIAC Galerie Faris, Exposition personnelle, Paris
1989 : FIAC-SAGA Galerie du Luxembourg, Luxembourg

### Années 1990
1991 : Museum Bochum, Bochum (Rétrospective)
1992 : Galleria Della Pergola, Pesaro
1993 : Galerie Cegrac, La Corogne
1993 :  Théâtre de Beyrouth, Beyrouth
1995 : Keum San Gallery, Séoul
1997 : Cahiers d'Art, Paris

### Années 2000
2001 : AMAC (Association Mouvement d’Art Contemporain), Chamalières
2008: Galleria Saletta Galaverni, Reggio Emilia
2008 : Museo Pericle Fazzini, Assise (Rétrospective)

### Années 2010
2013 : Fondation Tito Balestra, Longiano (Rétrospective)
2014 : MIG. Museo Internazionale di Grafica, Castronuovo di Sant'Andrea (Rétrospective) 
2016 : Musée Sursock, Beyrouth (Rétrospective)
2016 : MUA. Musei di Aliano, Palazzo Di Leo, Aliano (Rétrospective)
2019 : Fondazione - Museo Leonardo Sinisgalli, Montemurro (Rétrospective)

## Principales expositions collectives, biennales et salons
- Salon de mai, Paris, France, 1967 / 1968 / 1972 / 1973 / 1974 / 1975 / 1976 / 1977 / 2014
- Biennale internationale de la gravure, Cracovie, 1970/1972/1974/1976/ 1978/1980/1991
- Les Peintres-Graveurs Français, Paris, 1972 / 1974 / 1976 / 1978 / 1982 / 1984 / 1999 / 2015
- La Jeune Gravure Contemporaine, Paris, 1974 / 1975 / 1976 / 1977
- First New York International Drawing Biennale, Bronx Museum of Art, New York, 1977
- British International Print Biennale, Bradford, 1979 / 1982
- Male Formy Grafiki, Lodz, 1981 / 1990 / 2014
- World Print Council, New York, 1983
- Le Paysage dans L’Art Contemporain, École des beaux-arts, Paris, 1989
- Forum culturel libanais, Unesco, Paris, 1999
- I Cento Amici del Laboratorio, Laboratorio d’Arte di Grafica, Modena, 2013
- L’automne, Moonshin Museum, Séoul, 2013
- Museo del Tricolore, Reggio Emilia, 2017
- Vanni Scheiwiller e l’arte da Wildt a Melotti, Galleria Nazionale d’Are Moderna e Contemporanea, Rome, 2019-2020

## Publications de bibliophilie

### Livres illustrés
- Libero de Libero, La Vecchiaia Nevica, L’Arco Edizioni d’Arte Roma, Vanni Scheiviller, Milano, 1978
- Camilllo Sbarbaro, Poésies, La Pergola Edizioni, Pesaro, 1978
- Krikor Beledian, Objets et Débris, Édition M.H., Paris, 1978
- Luigi Mormino, L’Oiseleuse, Les Impénitents, Paris, 1978
- Gabriele d’Annunzio, La Pioggia nel Pineto, Edizioni d’Arte Legenda Celeniana, Avezzano, 1978
- Krikor Beledian, Fragments du Père, Edition Club 80, Luxembourg, 1979
- Libero de Libero, Poésie, Edition A.Mondadori, Milano, 1980
- Roberto Sanesi, Predelles, La Pergola Edizioni, Pesaro, 1983
- Luigi Mormino, Poésie du Temps Bref, Éditions Origine, Luxembourg, 1983
- Roberto Linzalone, Natura molta,  L’Arco Edizioni d’Arte, Roma, 1983
- Lengua, Editrice Flaminia, Pesaro, 1983
- Max Clarac-Sérou, L’Après-Saison, Éditions Pour le Plaisir, Paris, 1984
- Yannis Ritsos, Substitutions, Éditions l’Échoppe, Caen, 1985
- Adonis, Célébrations 2, Éditions du Palimpseste, Lyon, 1990
- Issa Makhlouf, Égarements, Éditions André Biren, Paris, 1993
- Aires n°18 : Composition - Jacqueline Naba - Bernard Noël - Dessin de Assadour, Paris, 1994
- Gianni d’Elia, Salienza, Edizioni della Pergola, Pesaro, 1999
- Georges Perec, Breve note sull’arte e il modo di riordinare i propri libri, Edizioni Henry Beyle, Milano, 2010

### En collaboration avec d'autres artistes
- Marcel Proust, L’Affaire Lemoine, Les Amis bibliophiles, Paris, 1971
- Sicile/Siciles, Editions Club 80, G.D. Luxembourg, 1985
- 4 artistes 4 poètes, Mediart, Luxembourg, 2004
- Cartella Omaggio a Leonardo Sciascia, 4 incisori per Leonardo Sciascia : Assadour, Rodolfo Ceccotti, Carla Tolomeo, Carla Horat, Associazione Amici di Leonardo Sciascia, Firenze, 2014

## Prix
- Médaille d’or, Terza Bienale Internazionale della Grafica d’Arte, Firenze, 1972
- Médaille d’argent de la ville d'Épinal, Biennale internationale de l’estampe, Épinal, 1973
- Grand Prix, Première Biennale Internationale de Givet, 1975
- Prix du Président de la ville de Cracovie, Biennale internationale de la gravure, Cracovie, 1980
- Honorable Mention, Norvegian International Print Biennale, Fredrisktad, 1980
- Médaille d’Honneur, Male Formy Grafiki, Lodz, 1981
- Grand Prix des Arts de la Ville de Paris, Paris, 1984
- Prix Gabriel Ollivier, XXIV Prix International d’Art Contemporain de Monte Carlo, 1990
- Médaille d’Honneur, Small Graphic Forms Lodz, 1981 - 1996
- The Prize of Ministry of Art and Culture, Fifth International Art Triennale, Majdanek, 1997

## Collections
- Cabinet des dessins et gravures du Musée des Offices, Florence, 1975   
- Bibliothèque Nationale de France, Paris, 1981
- Musée, Château d’Annecy, Annecy 
- Fonds national d'art contemporain, Paris, 1983 
- Fonds régional d'art contemporain de Normandie-Caen (anciennement Frac Basse-Normandie),1984
- Musée d’Art contemporain, Skopje 
- Fondation Calouste Gulbenkian, Lisbonne 
- Centre de la Gravure et de l’Image imprimée, La Louvière 
- Collection Paribas, Paris 
- National Museum of Warshaw, 1986 
- National Museum of Silesia, 1986 
- Collection Samsung, Seoul 
- Musée Sursock, Beyrouth, 1996 (donation collection Pierre Cardahi)
- CCCPL, Reggio Emilia 
- Cremona Civic Museum, A.D.A.F.A. Prints & Drawings cabinet, Cremona, 2007 
- MIG. Museo Internazionale della Grafica, Castronuovo Sant’Andrea (PZ), Italie, 2011- 2015 
- Moonshin Museum, Séoul, 2012
- Victoria & Albert Museum, Londres 2016
- British Museum, Londres, 2017 
- Galleria Nazionale d’Arte Moderna e Contemporanea, Roma, 2019

## Articles de presse choisis
- Assadour, Le Monde, Paris, 31 mars 1971
- Assadour, L’Aurore, Paris, 7 avril 1971
- Etel Adnan, Assadour : Faire et défaire les mondes, L'Orient-Le Jour, Beyrouth, 1975
- Jean-Marie Dunoyer, Grands et Jeunes de Demain, Le Monde, Paris, 24 octobre 1977 (repris avec le titre Rêveries du Repos et de la Violence, Le Monde, Paris, 26 février 1982)
- Françoise Woimant (Cabinet des Estampes de la Bibliothèque Nationale), Assadour, Nouvelles de l'estampe, n.36, Paris, 1977
- Luigi Mormino, Autorevole elogio di una lucida follia : scoperto Assadour, La Notte, Milano, 21 janvier 1978
- Giuseppe Appella, Le scene della memoria e del sogno, "L’Osservatore Romano", Città del Vaticano, 19 mars 1979
- Nohad Salameh, Assadour au « réveil » : « Mes nouvelles aquarelles ? Un travail d’archéologue », Le Réveil, Beyrouth, 2 octobre 1980
- Mirèse Akar, Le Mystère Assadour, L'Orient-Le Jour, Beyrouth, 6 novembre 1981
- Gaston Diehl, Assadour, Nouvelles de France : Revue du ministère des Relations Extérieures, n.108, Paris, 1er avril 1982
- Vittorio Rubiu, Gli acquarelli di Assadour, Corriere della Sera, Milano, 13 mai 1984
- P. Schneider, Voyages en Sicile, Luxemburger Wort, Luxembourg, G.D. Luxembourg, 5 juillet 1985
- Inside FIAC, Art News Magazine, New York, octobre 1986
- Fiona Dunlop, Contemporary Visions of Utopia, Art International 12, Zurich, automne 1990
- Sandro Parmiggiani, Assadour : incidere e dipingere contro l’inarrestabile frammentazione del mondo, Colophon, n.13, pp. 4-11, Belluno, janvier 2003

## Principales monographies
- Philippe Soupault, Assadour, Catalogue de l’exposition Galerie La Pochade, Paris, 1971
- Libero de Libero, Disegni di Assadour, Editions All’Insegna del Pesce d’Oro, Milano, 1977
- Giuseppe Appella, Assadour – Opera Grafica 1966-1977, Editions Scheiwiller, Milano, 1977
- Carlo Belli, Acquarelli di Assadour, Editions All’Insegna del Pesce d’Oro, Milano, 1980
- Max Clarac-Sérou, Au pays de la transparence, Editions du Dragon, Paris, 1982
- Jean Daive, Krikor Beledian, Max Clarac-Serou, Édouard Glissant, Luigi Mormino, Assadour – Tempéras & Aquarelles, Editions du Dragon, Paris, 1986
- Giuseppe Bonaviri, Assadour in Lucania, Edizioni della Cometa, Roma,  1987
- Sepp Hiekisch-Picard, Joseph Paul Schneider, Krikor Beledian, Christoph Kauffmann, Brigitte Heublein, Assadour – Peinture, Aquarelles, gravures1966-1991, Editions Museum Bochum, Bochum 1991
- Elias Khoury (préface), Adonis, Issa Makhlouf, Joe Tarrab, Etel Adnan, Joseph Paul Schneider, Jean-Jacques Lévèque, Grzegorz Sztabinski, Fiona Dunlop, Krikor Beledian, Assadour 1993, Catalogue de l’exposition Théâtre de Beyrouth, Ain El Mreisseh - Beyrouth, 1993
- Kim Tschang-Yeul, Assadour, Catalogue de l’exposition Keum San Gallery, Séoul, 1995
- Daniel Sibony, Assadour, Catalogue de l’exposition AMAC, Chamalières, 2001
- Gerard Xuriguera, Assadour – Gravures, Aquarelles, Peintures, Editions F.V.W., Paris, 2004
- Zeina Arida, Nora Razian, Assadour Landscape in Motion, Sursock Museum, Beyrouth, 2016
- Federico De Melis, Assadour a Montemurro. Opere dal 1967 al 2013, Edizioni della Cometa, Roma, Italia, 2019.

## Ouvrage de référence
- Michel Fani, Dictionnaire de la peinture au Liban, Éditions de L’escalier, Saint-Didier, 1998, p. 38-43
- Jacques Busse, Bénézit - Dictionnaire critique et documentaire des peintres, sculpteurs, dessinateurs et graveurs de tous les temps et de tous les pays par un groupe d'écrivains spécialistes français et étrangers - Volume 1, Éditions Gründ, Paris, 1999
- Michel Fani, Dictionnaire de la peinture Libanaise, Éditions Michel de Maule, Paris, 2013, p. 62-73